# Tetramorium sahlbergi
Tetramorium sahlbergi är en myrart som beskrevs av Bruno Finzi 1936. Tetramorium sahlbergi ingår i släktet Tetramorium och familjen myror. Inga underarter finns listade i Catalogue of Life.